# Биландер

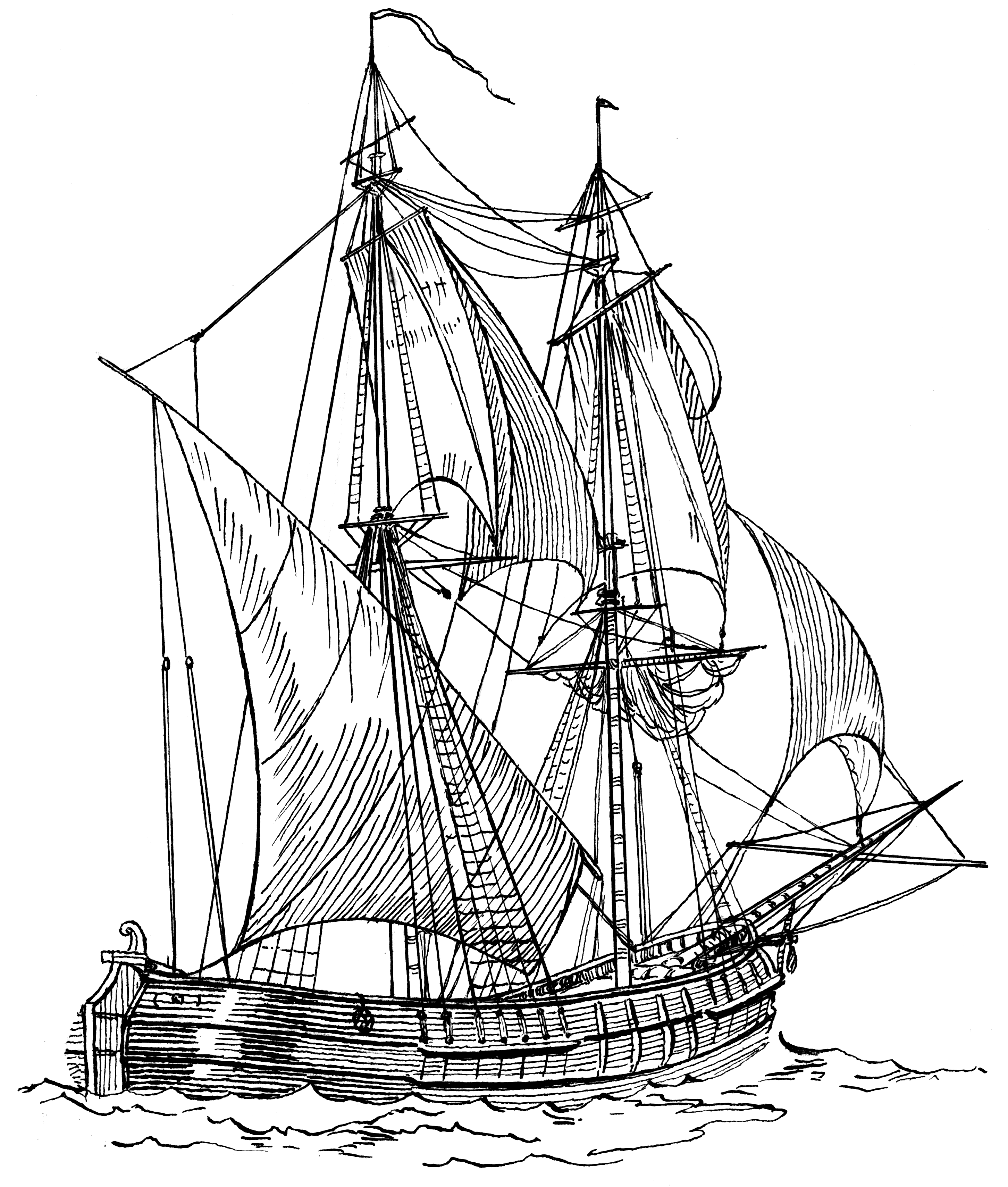

Биландер или биландр (нидерл. billander (от bij — рядом и land — суша, земля)) — тип двухмачтового торгового парусного судна. К концу XVIII века этот тип судна применялся только в Нидерландах .
Форма грота, применяемого на биландере, отличалась от грота, применявшегося на других двухматчовых судах, и была близка к форме бизани XVII века. На биландере грот несли на рю, подвешенный к грот-мачте под углом 45° (нижняя шкаторина паруса почти касалась кормы). На обухе транца крепился шкот. Галс крепили талями на палубном обухе в диаметральной плоскости судна примерно на середине его длины.